# ミライのテーマ/うたのきしゃ
「ミライのテーマ / うたのきしゃ」は、2018年7月11日に発売された山下達郎通算51作目のシングル。

## 解説
山下達郎にとって2017年9月に発売された「REBORN」に続く本作は、細田守監督のアニメーション映画『未来のミライ』のために山下が書き下ろした2曲を収録した両A面シングル。山下にとって映画やドラマへの「2曲の書き下ろし」は、今回が初の試みとなった。山下が細田とタッグを組むのは、2009年に公開された映画「サマーウォーズ」以来、9年ぶり2度目のこと。細田は「小さな子供が主人公のアニメーション映画『未来のミライ』を作ることになって、敬愛する達郎さんに、そのための楽しい曲を書いて欲しいとお願いしました。出来上がった曲は、容赦ない完成度の震えるような名曲でした。すべての子供たちへ向けた、達郎さんからの最上級のプレゼントだと思います」とコメント。山下は「同じ監督と再び、というのも初めてなら、2曲提供させていただくのも、これが初めてです。光栄です」と語り、映画については「ホームドラマとファンタジーが合体した、今回も細田さんならではの素敵な作品です」と述べている。
「ミライのテーマ」は、映画のオープニングにふさわしいアップテンポのポップチューン。エンディングテーマの「うたのきしゃ」は、映画を締めくくるに相応しい、山下達郎らしい明るく切ない曲調となっており、映画の世界観とマッチした最新型のタツローナンバーが堪能できる楽曲。
後に「ミライのテーマ」「うたのきしゃ」両曲とも、2022年リリースのアルバム『SOFTLY』に収録された。
また、シングルの3曲目には2009年公開のアニメ映画「サマーウォーズ」の主題歌「僕らの夏の夢」をアコースティック・ライブ・バージョンで収録。この曲は2018年4月に広島クラブ・クアトロで行われたアコースティックライブ「山下達郎 Special 2Days」の音源が使用されている。

## プロモーション、マーケティング
タワーレコードでは発売を記念して、『未来のミライ』デザインの「dポイントカードプレゼント」と、山下の旧譜タイトル6作品を対象とした「夏のカタログキャンペーン2018」を実施。「dポイントカードプレゼント」では、対象タイトル購入者に先着で、『未来のミライ』デザインのdポイントカードがプレゼントされた。また、「夏のカタログキャンペーン2018」 では、対象タイトル購入者に先着で、各タイトルのジャケット絵柄のB2サイズポスターがプレゼントされた。

## アートワーク
初回限定盤のジャケットは映画のメインビジュアルをあしらった特別仕様、同時発売された通常盤のジャケットには、映画の世界観を踏襲し、マンガ家のとり・みき作画のキャラクター「タツローくん」が登場。疾走するバイクに跨ったタツローくんが描かれている。収録内容からジャケットまで全編細田監督とコラボした内容となっている。

## ミュージック・ビデオ
「ミライのテーマ」のミュージック・ビデオが2018年7月10日に公開され、「タツローくん」を3Dで初映像化。「ミライのテーマ」に合わせ、ゲームさながらの世界の中でバイクにまたがったタツローくんが疾走する。このMVはシングルがリリースされた7月11日よりiTunes Store、およびApple Musicにて限定先行配信がスタートした。そのほかYouTubeでは、「未来のミライ」の映像を使用した「ミライのテーマ」のMVも公開された。

## 収録曲
| - ℗ 2018 TENDERBERRY & HARVEST INC. UNDER EXCLUSIVE LICENSE TO WARNER MUSIC JAPAN INC., A WARNER MUSIC GROUP COMPANY. 全作詞・作曲・編曲: 山下達郎。 |                                          |           |            |                                                                      |      |
| # | タイトル                                 | 作詞      | 作曲・編曲 |                                                                      | 時間 |
| 1. | 「ミライのテーマ」                       | 山下達郎  | 山下達郎   | ©2018 by NIPPON TELEVISION MUSIC CORPORATION & SMILE PUBLISHERS INC. | 4:21 |
| 2. | 「うたのきしゃ」                         | 山下達郎  | 山下達郎   | ©2018 by NIPPON TELEVISION MUSIC CORPORATION & SMILE PUBLISHERS INC. | 5:55 |
| 3. | 「僕らの夏の夢 (Acoustic Live Version)」 | 山下達郎  | 山下達郎   | ©2009 by NIPPON TELEVISION MUSIC CORPORATION & SMILE PUBLISHERS INC. | 5:03 |
| 4. | 「ミライのテーマ (Original Karaoke)」    | 山下達郎  | 山下達郎   |                                                                      | 4:21 |
| 5. | 「うたのきしゃ (Original Karaoke)」      | 山下達郎  | 山下達郎   |                                                                      | 5:52 |
| 合計時間: | 合計時間:                                | 合計時間: | 25:32      |                                                                      |      |

## クレジット

### ミライのテーマ
- 山下達郎 : Computer Programming, Acoustic Guitar, Electric Guitar, Percusion & Backgound Vocals
- 小笠原拓海 : Drums
- 伊藤広規 : Electric Bass
- 難波弘之 : Acoustic Piano & Electric Piano
- 宮里陽太 : Alto Sax Solo
- 橋本茂昭 : Computer Programming & Synthesizer Operation

### うたのきしゃ
- 山下達郎 : Computer Programming, Drum Programming, Acoustic Guitar, Electric Guitar, Keyboards, Percusion & Backgound Vocals
- 伊藤広規 : Electric Bass
- 難波弘之 : Acoustic Piano
- 村田陽一 : Trombone
- 西村浩二 : Trumpet
- 山本拓夫 : Tenor Sax & Baritone Sax
- 橋本茂昭 : Computer Programming & Synthesizer Operation

### 僕らの夏の夢 (Acoustic Live Version)
- 山下達郎 : Acoustic Guitar
- 伊藤広規 : Electric Bass
- 難波弘之 : Acoustic Piano

- Recorded Live at 広島クラブクアトロ 2018年4月25日

### スタッフ
- Illustration by とり・みき
- ©2018 スタジオ地図

## リリース日一覧
| 地域 | タイトル                      | リリース日    | レーベル                  | 規格                 | 品番                                              | 備考 |
| ---- | ----------------------------- | ------------- | ------------------------- | -------------------- | ------------------------------------------------- | --- |
| 日本 | ミライのテーマ / うたのきしゃ | 2018年7月11日 | MOON ⁄ WARNER MUSIC JAPAN | CD                   | - WPCL-12892【初回限定盤】 - WPCL-12893【通常盤】 | - 初回限定盤のジャケットは映画のメインビジュアルをあしらった特別仕様、通常盤は映画のストーリーにマッチしたタツローくんのイラスト。 - タワーレコードでは先着で、『未来のミライ』デザインのdポイントカードをプレゼント。 |
| 日本 | ミライのテーマ / うたのきしゃ | 2018年7月20日 | MOON ⁄ WARNER MUSIC JAPAN | デジタルダウンロード | –                                                 | 通常音質（AAC 128/320kbps） |

## 収録アルバム
| # | タイトル | リリース日    | レーベル                  | 規格 | 品番                           | 備考                                                            |
| - | -------- | ------------- | ------------------------- | ---- | ------------------------------ | --------------------------------------------------------------- |
| 1 | SOFTLY   | 2022年6月22日 | MOON / WARNER MUSIC JAPAN | 2CD  | WPCL-13359/60【初回限定盤】    | - 「ミライのテーマ」「うたのきしゃ」を収録。 - ニューミックス。 |
| 1 | SOFTLY   | 2022年6月22日 | MOON / WARNER MUSIC JAPAN | CD   | WPCL-13361【通常盤】           | - 「ミライのテーマ」「うたのきしゃ」を収録。 - ニューミックス。 |
| 1 | SOFTLY   | 2022年6月22日 | MOON / WARNER MUSIC JAPAN | 2LP  | WPJL-10155/6【完全限定生産盤】 | - 「ミライのテーマ」「うたのきしゃ」を収録。 - ニューミックス。 |
| 1 | SOFTLY   | 2022年6月22日 | MOON / WARNER MUSIC JAPAN | CT   | WPTL-10004【完全生産限定】     | - 「ミライのテーマ」「うたのきしゃ」を収録。 - ニューミックス。 |